# Elecciones generales de India de 1957
Las elecciones generales indias de 1957, celebradas del 24 de febrero al 9 de junio, fueron la segunda elección para la Lok Sabha, la cámara baja del Parlamento de la India. Se llevaron a cabo cinco años después de las primeras elecciones generales, de acuerdo con las disposiciones de la Constitución de la India. Las elecciones a muchas legislaturas estatales se llevaron a cabo simultáneamente.
Se eligieron 494 escaños utilizando el sistema de votación por correo. De los 403 distritos electorales, 91 eligieron a dos miembros, mientras que los 312 restantes eligieron a un solo miembro. Los distritos electorales de varios escaños fueron abolidos antes de las próximas elecciones.
Bajo el liderazgo de Jawaharlal Nehru, el Congreso Nacional Indio ganó fácilmente un segundo mandato en el poder, tomando 371 de los 494 escaños. Obtuvieron siete escaños adicionales (el tamaño de la Lok Sabha había aumentado en cinco) y su porcentaje de votos aumentó del 45,0% al 47,8%. El INC obtuvo casi cinco veces más votos que el Partido Comunista, el segundo partido más grande. Además, el 19,3% de los votos y 42 escaños fueron para candidatos independientes, el más alto de cualquier elección general india.

## Resultados
| Lok Sabha 1957 Participación: 55.42%             | Lok Sabha 1957 Participación: 55.42% | %     | Gana (total 494) |
| ------------------------------------------------ | ------------------------------------ | ----- | ---------------- |
| Bharatiya Jana Sangh                             | BJS                                  | 5.97  | 4                |
| Partido Comunista de la India                    | CPI                                  | 8.92  | 27               |
| Congreso Nacional Indio                          | INC                                  | 47.78 | 371              |
| Praja Socialist Party                            | PSP                                  | 10.41 | 19               |
| Akhil Bharatiya Hindu Mahasabha                  | ABHM                                 | 0.86  | 1                |
| Akhil Bharatiya Ram Rajya Parishad               | RRP                                  | 0.38  | 0                |
| Chota Nagpur Santhal Parganas Janata Party       | CNSPJP                               | 0.42  | 3                |
| Bloque de Avance de la India                     | AIFB                                 | 0.55  | 2                |
| Ganatantra Parishad                              | GP                                   | 1.07  | 7                |
| Jharkhand Party                                  | JKP                                  | 0.62  | 6                |
| Partido de Campesinos y Trabajadores de la India | PWPI                                 | 0.77  | 4                |
| Liga Musulmana de la Unión India                 | IUML                                 | 0.18  | 1                |
| Frente Democrático del Pueblo                    | PDF                                  | 0.87  | 2                |
| Praja Party                                      | PP                                   | 0.12  | 0                |
| Partido Revolucionario Socialista                | RSP                                  | 0.26  | 0                |
| Federación de Castas                             | SCF                                  | 1.69  | 6                |
| Independientes                                   | -                                    | 19.14 | 41               |
| Angloindios                                      | -                                    | -     | 2                |